# Muntanya d'Escart
La Muntanya d'Escart és una serra situada a cavall dels termes municipals de la Guingueta d'Àneu, a l'àmbit de l'antic terme d'Escaló, i de Llavorsí, a la comarca del Pallars Sobirà.
Assoleix una elevació màxima de 1.947 metres, i està situada a migdia del poble d'Escart i al nord-oest del de Baiasca. En el seu extrem de ponent hi ha el Cap de Campmaior, i en el de llevant, el Bony de Santa Bàrbara. Separa la vall del Riu d'Escart, al nord, de la capçalera del Riu de Baiasca, al sud.